# 8593 Angustirostris
8593 Angustirostris este un asteroid din centura principală de asteroizi.

## Descriere
8593 Angustirostris este un asteroid din centura principală de asteroizi. A fost descoperit pe 25 martie 1971 la Observatorul Palomar de Cornelis Johannes van Houten, Ingrid van Houten-Groeneveld și Tom Gehrels. Asteroidul prezintă o orbită caracterizată de o semiaxă mare de 3,10 ua, o excentricitate de 0,11 și o înclinație de 12,6° în raport cu ecliptica.